# Битва за гору Остин, Скачущую Лошадь и Морского Конька
Битва за гору Остин, Скачущую Лошадь и Морского Конька, часть которого часто называют Битвой за Гифу, происходило с 15 декабря 1942 года по 23 января 1943 года и было главным в районе реки Матаникау на Гуадалканале во время Гуадалканальской кампании. В боях принимали участие американские войска под общим командованием Александера Патча и японские силы под общим командованием Харукити Хякутакэ.
В сражении американские солдаты и морские пехотинцы, которым помогали жители Соломоновых островов, атаковали позиции японской армии, которая защищала хорошо укреплённые позиции на нескольких холмах и хребтах. Самым выдающимся холмам американцы дали названия Гора Остин, Скачущая Лошадь и Морской Конёк. Американцы стремились уничтожить японские войска на Гуадалканале, а японцы старались удержать свои оборонительные позиции до прибытия подкреплений.
Обе стороны испытывали большие трудности в ведении боевых действий в труднопроходимых джунглях и тропической местности на поле сражения. Многие американские солдаты также принимали участие в боевых действиях впервые. Японцы были практически отрезаны от подкреплений и сильно страдали от недоедания и отсутствия медицинской помощи. Испытывая определённые трудности, американские войска смогли занять гору Остин, что потребовало уничтожения хорошо укреплённого пункта, который назывался Гифу, а также высот Скачущая Лошадь и Морской Конёк. В то же самое время японцы тайно готовили эвакуацию с Гуадалканала и отходили к западному берегу острова. Большая часть уцелевших японских солдат была успешно эвакуирована в первую неделю февраля 1943 года.

## Предыстория

### Гуадалканальская кампания
7 августа 1942 года вооруженные силы Союзников (по большей части США) высадились на Гуадалканале, Тулаги и Флоридских островах в архипелаге Соломоновых островов. Целью десанта было не дать использовать их для строительства японских баз, которые бы угрожали транспортным потокам между США и Австралией, а также создание плацдарма для кампании по изоляции главной японской базы в Рабауле и поддержка сухопутных сил союзников в Новогвинейской кампании. Гуадалканальская кампания продлилась шесть месяцев.
Неожиданно для японских войск на рассвете 8 августа их атаковали войска Союзников под командованием генерал-лейтенанта Александера Вандегрифта, главным образом американская морская пехота, высадившаяся на Тулаги и ближайших небольших островах, а также у строящегося японского аэродрома у мыса Лунга на Гуадалканале (позднее достроенного и названного Хендерсон-Филд). Авиация Союзников, базировавшаяся на Гуадалканале, получила название «ВВС Кактуса» (CAF) по кодовому названию Союзников Гуадалканала.

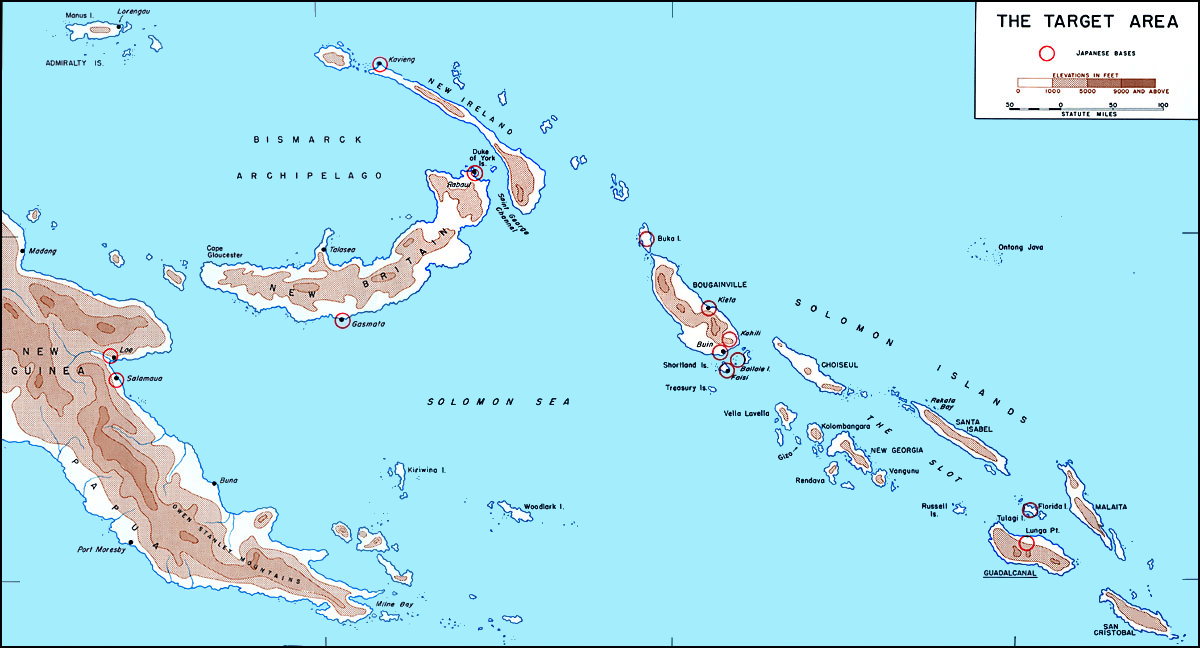
Соломоновы острова. «Слот» (пролив Нью-Джорджия) идёт от центра островов, от Бугенвиля и Шортлендских островов (в центре) к Гуадалканалу (внизу справа). Рабаул на Новой Британии вверху слева.

В ответ Генеральный штаб Вооружённых сил Японии отправил подразделения японской 17-й армии, корпус, базировавшийся в Рабауле, под командованием генерал-лейтенанта Харукити Хякутакэ, с приказом вернуть контроль над Гуадалканалом. Подразделения японской 17-й армии начали прибывать на Гуадалканал 19 августа.

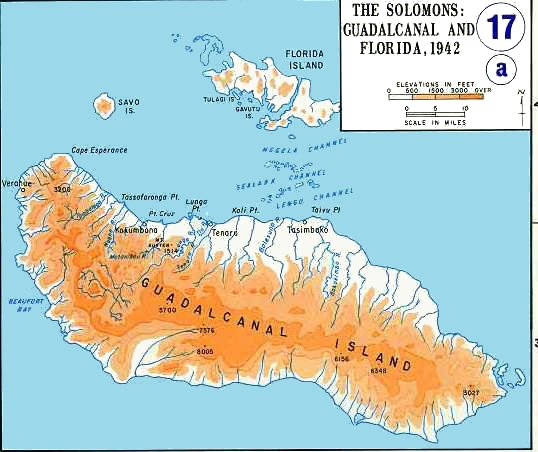
Карта Гуадалканала и близлежащих островов. Матаникау, мыс Крус и мыс Лунга расположены в северо-западной части острова (вверху слева).

Из-за угрозы со стороны авиации CAF, базировавшейся на Хендерсон-Филд, японцы не могли использовать крупные медленные транспортные суда для доставки солдат и вооружения на остров. Вместо этого они использовали главным образом легкие крейсеры и эскадренные миноносцы 8-го японского флота под командованием Гунъити Микавы, которые обычно успевали сделать рейс через пролив Слот к Гуадалканалу и обратно за одну ночь, таким образом минимизируя угрозы воздушных атак. Однако таким способом было возможно доставлять только солдат без тяжёлого вооружения и припасов, в том числе без тяжелой артиллерии, автомобилей, достаточных запасов пищи, а только то, что солдаты могли унести на себе. Кроме того, эсминцы были нужны для охраны обычных конвоев. Эта скоростная доставка военными кораблями имела место в течение всей кампании на Гуадалканале и получила название «Токийский экспресс» у союзников и «Крысиная транспортировка» у японцев.
Используя такой способ доставки солдат на Гуадалканал, японцы предприняли три попытки отбить аэродром Хендерсон-Филд, но все они закончились неудачами. Первая, усиленным батальоном 28-го пехотного полка закончилась поражением в бою у реки Тенару 21 августа. Следующая, силами 35-й пехотной бригады, закончилась поражением на хребте Эдсона 12-14 сентября. Последняя, в которой принимали участие полная 2-я пехотная дивизия и один полк 38-й пехотной дивизии, была отбита с большими потерями в битве за Хендерсон-Филд 23-26 октября 1942 года.

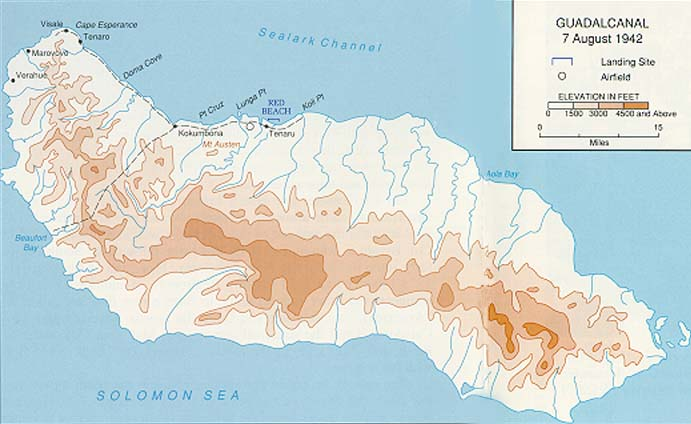
Гуадалканал. Мыс Лунга и гора Остин выше центра слева на карте.

Во время кампании японцы использовали гору Остин (японцы называли её Медвежья высота, а местные жители — гора Мамбулу), расположенную к западу от реки Лунга и в 6 милях (9,7 км) от Хендерсон-Филд, для наблюдения за обороной американцев в районе мыса Лунга. Артиллерия, расположенная на горе Остин, вела огонь по аэродрому Хендерсон-Филд. Эта высота также использовалась в качестве укреплённого пункта для защиты позиций в районе реки Матаникау, а также для защиты дороги Маруямы, тропы, используемой японскими войсками для переброски солдат и снабжения вглубь острова. Гора Остин, имевшая высоту всего лишь 1514 футов (461 м), не имела единственного пика, но представляла собой множество скалистых выступов и покрытые джунглями хребты и высоты. После поражения в битве за Хендерсон-Филд, Генеральный штаб приказал Хякутакэ увеличить численность войск и артиллерии, находящихся на горе Остин, в рамках подготовки нового наступления на американские позиции. Поэтому Хякутакэ приказал нескольким подразделениям, отступившим после битвы за Хендерсон-Филд, укрепить гору Остин и близлежащие высоты. Защищать гору Остин отправили 124-й пехотный полк под командованием полковника Акиносукэ Оки и несколько артиллерийских подразделений. Позже уцелевшие солдаты из 230-го пехотного полка, который понёс большие потери во время боёв у мыса Коли и последующего отступления, присоединились к войскам Оки в районе горы Остин.

### Доставка подкреплений и снабжения
5, 7 и 8 ноября рейсами Токийского экспресса были доставлены большая часть 228-го пехотного полка 38-й дивизии и 1-й батальон 229-го пехотного полка на Гуадалканал. 10 ноября японские эсминцы доставили генерал-лейтенанта Тадаёси Сано, командующего 38-й пехотной дивизией, его штаб и ещё 600 солдат 38-й дивизии. Хякутакэ отправил свежие войска в помощь останавливающим американское наступление к западу от Матаникау 8—11 ноября подразделениям, а затем отправил подразделения 228-го и 229-го полков 11 ноября для подкрепления сил Оки. Японский генерал-майор Такэо Ито, командующий пехотной группировкой 38-й дивизии, впоследствии принял командование обороной горы Остин.
Попытка японцев доставить оставшуюся часть 38-й дивизии и тяжёлое вооружение провалилась в ходе морского сражения за Гуадалканал, которое произошло с 12 по 15 ноября. Только от 2 000 до 3 000 из перевозимых 7 000 солдат дивизии достигли острова, при этом большая часть продовольствия, вооружений и боеприпасов была потеряна. Из-за этой неудачи японцы отказались от следующего запланированного наступления на Хендерсон-Филд.
С начала декабря японцы стали испытывать значительные трудности в содержании, снабжении и пополнении войск на Гуадалканале, в связи с тем, что флот и авиация Союзников постоянно атаковали японские корабли и базы снабжения. Несколько конвоев со снабжением достигли острова, но их грузов было недостаточно для поддержания японского контингента, который с 7 декабря терял около 50 человек ежедневно от недоедания, болезней и боевых действий сухопутных сил и авиации Союзников. Японцы доставили около 30 000 солдат на Гуадалканал с начала кампании, но в декабре только около 20 000 из них были ещё живы, а из них только 12 000 в большей или меньшей степени были годны для службы, а остальные были ранены, больны или истощены. 12 января командование японским флотом предложило оставить Гуадалканал. Несмотря на оппозицию со стороны армейского командования, которые всё ещё рассчитывали отбить Гуадалканал у Союзников, Генеральный штаб, с согласия Императора, 31 декабря принял решение об эвакуации всех японских сил с острова и организации новой линии обороны на Соломоновых островах на Нью-Джорджии. Японцы назвали эвакуацию своих сил с Гуадалканала Операция Кэ (ケ号作戦) и запланировали её начало на 14 января 1943 года.

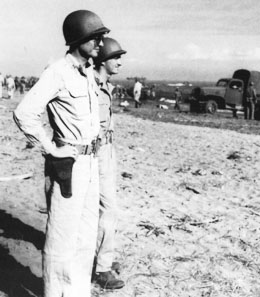
Генерал-майор армии США Александер Патч (на переднем плане) наблюдает за высадкой войск и выгрузкой снабжения на Гуадалканале 8 декабря.

В то же самое время американцы продолжили доставку новых подразделений на Гуадалканал. Три пехотных полка дивизии Америкал, 164-й, 182-й и 132-й были доставлены на Гуадалканал 13 октября, 12 ноября и 8 декабря соответственно. Кроме того, были доставлены отдельный 147-й пехотный полк и 8-й полк 2-й дивизии морской пехоты были доставлены 4 ноября. Вместе с подкреплениями были доставлены артиллерийские, инженерные, авиационные, морские и вспомогательные подразделения.
9 декабря генерал-майор армии США Александер Патч, командующий дивизией Америкал, сменил Вандегрифта на посту командующего силами Союзников на Гуадалканале и Тулаги. В тот же день 5-й полк морской пехоты был эвакуирован с острова, за ним последовали оставшиеся подразделения 1-й дивизии морской пехоты, которые были эвакуированы до конца месяца. Патч получил приказ уничтожить все оставшиеся японские силы на Гуадалканале. Патч сказал своему начальнику, Милларду Хармону, который командовал всеми армейскими подразделениями в южной части Тихого океана, что ему требуется больше солдат для выполнения миссии. Приняв это к сведению, Хармон приказал 25-й пехотной дивизии, которую в этот момент перебрасывали Гавайских островов в Океанию, направляться непосредственно на Гуадалканал. Подразделения 25-й дивизии должны были прибыть на Гуадалканал в течение двух последних недель декабря и первой недели января 1943 года. Кроме того, подразделения 2-й дивизии морской пехоты, в том числе 6-й полк морской пехоты были направлены на Гуадалканал именно в это самое время. 7 января американские войска на Гуадалканале насчитывали в общей сложности немногим более 50 000 человек.

## Первое сражение за гору Остин
12 декабря 1942 года небольшая группа японских солдат из 38-го полка полевых инженеров успешно просочилась в американские позиции с юга, уничтожив истребитель и бензовоз на Хендерсон-Филд до того, как смогла уйти обратно к своим позициям. Через два дня патруль армии США из 132-го пехотного полка вступил в бой с группой японских солдат на восточных склонах горы Остин. 15 декабря ещё один диверсионный рейд на аэродром Хендерсон-Филд отряда из пяти человек под командованием лейтенанта Оно пронёс ёмкости с пикриновой кислотой сквозь позиции американских часовых. Пройдя позиции спящих авиаторов, хранилища топлива с несколькими сотнями тысяч галлонов высокооктанового топлива, хранилище авиабомб с несколькими сотнями тонн бомб, а также большому количеству самолётов на стоянках, каждый диверсант привязал свою взрывчатку к пропеллеру P-39 Airacobra, уничтожив только самолёт. Во время Гуадалканальской кампании японские войска продолжали применять тактику ночных диверсионных рейдов против войск США, нанеся американцам некоторый ущерб.
Генерал Патч, однако, понимал, что эти эпизоды говорят о недопустимой опасности для Хендерсон-Филда со стороны японских солдат, находящихся в районе горы Остин. Поэтому 16 декабря, подготавливая запланированное генеральное наступление, направленное на уничтожение всех японских сил, находящихся на Гуадалканале, Патч выбрал направлением первого удара гору Остин. Он приказал 132-му пехотному полку дивизии Америкал немедленно захватить этот объект. Несмотря на то, что 132-й пехотный полк имел малый современный боевой опыт, только перестрелки в джунглях и патрулирование, он гордился своей боевой историей, так как принимал участие в обоих гражданских войнах и Первой мировой войне, и его юные офицеры резерва и сержанты считали себя экспертами в тактике применения стрелкового оружия и пулемётов и хорошими снайперами.

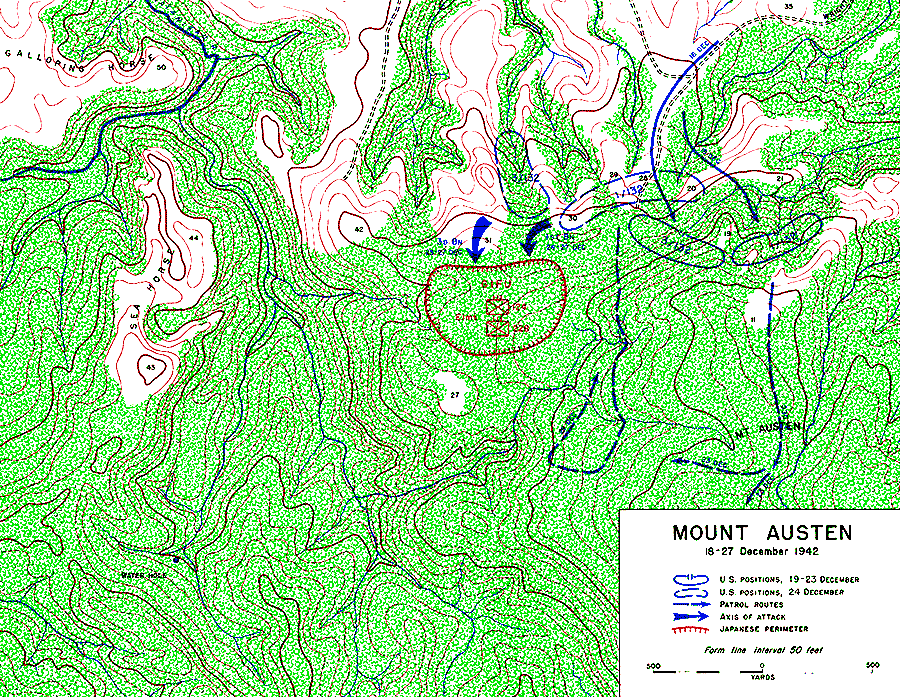
Карта первого сражения за гору Остин

Командир 132-го полка полковник Лерой Е. Нельсон отправил свой 3-й батальон в авангарде наступления на первый из нескольких холмов, за ним был отправлен 1-й батальон. Артиллерийское прикрытие осуществлялось 105-мм гаубицами батальона полевой артиллерии 246-го полка и 75-мм гаубицами 2-го батальона 10-го полка морской пехоты.
Отдельные высоты, составляющие гряду горы Остин, были случайным образом пронумерованы американцами для справочных целей (смотри карту справа). 17 декабря 3-й батальон Нельсона под командованием подполковником Уильямом С. Райтом выдвинулся к югу от высоты 35 и начал подниматься к вершине горы Остин возле высот 20 и 21. Для того, чтобы соблюсти график, установленный командиром дивизии, было приказано оставить большую часть вооружения, в том числе тяжёлые миномёты и пулемёты, и взять только ограниченное количество боеприпасов и продовольствия, которые было необходимо нести во время перехода, прорубая себе путь сквозь густые джунгли. В 09:30 18 декабря, когда подошли передовые подразделения Райта, японские защитники встретили американцев пулемётным и ружейным огнём. Уставшие и обезвоженные во время перехода через густые джунгли, солдаты Райта, неспособные сразу быстро развернуться из колонны, не продвинулись дальше по направлению к оборонительным позициям японцев.
На следующее утро после артподготовки и авианалёта самолётов ВВС Кактуса Райт направился вперёд с несколькими артиллерийскими наблюдателями для разведки местности перед своими войсками. Используя замаскированные линии огня, японский пулемётный расчёт убил Райта очередью в 09:30. Второй по званию после Райта, майор Луис Франко, не мог прибыть на передовую и принять командование до вечера, что помешало батальону продолжить атаку. В это же самое время японские солдаты просочились в американские позиции и стали беспокоить командные посты обоих 3-го и 1-го батальонов, а также тяжело нагруженную колонну снабжения и партии строителей, которые с большим трудом пробивали тропу в джунглях между батальонами и периметром Лунга. Оба американских батальона окопались на ночь, пока артиллерия обстреливала японские позиции.

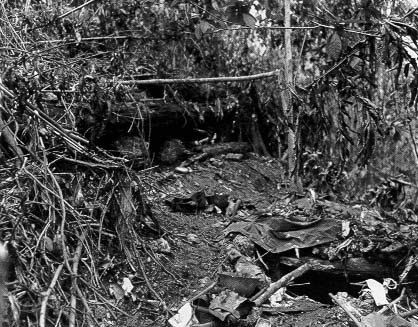
Одна из японских огневых точек, которые составляли позиции Гифу

С 20 по 23 декабря японцы частично отступили со своих передовых позиций, и патрули армии США не обнаружили врага в районе высот 20 и 21 и далее к югу. Нельсон приказал двум батальонам перейти на запад к высоте 31 и затем атаковать на юг по направлению к высоте 27. 24 декабря 3-й батальон был остановлен на склонах высоты 31 интенсивным пулемётным огнём с хорошо замаскированных позиций.
Американцы встретились с наиболее укреплёнными японскими позициями на Гуадалканале, которые японцы называли Гифу (по названию префектуры в Японии). Позиции Гифу находились между вершинами горы Остин и высотами 27 и 31 и представляли собой линию длиной 1500 ярдов (1400 м) из 45—50 соединённых друг с другом, прикрывающих друг друга, хорошо замаскированных долговременных огневых точек, закопанных в земле и имеющих форму подковы с открытым концом с западной стороны. Только на около 3 футов (1 м) каждая огневая точка возвышалась над землёй, и имела стены и крышу, построенные из брёвен и грунта до 2 футов (0,6 м) толщиной. На каждой огневой точке находилось до двух пулемётов и несколько солдат с винтовками; некоторые были оборудованы в корнях больших деревьев. Каждая из этих огневых точек была расположена так, чтобы иметь возможность прикрывать другие. Большое количество пещер и траншей давали дополнительную поддержку и укрытия для стрелков и пулемётчиков. Между огневыми точками японцы расположили 81-мм и дальнобойные 90-мм миномёты. Гифу командовал майор Такэёси Инагаки, в его распоряжении было около 800 солдат из 2-го батальона 228-го полка и 2-го батальона 124-го пехотного полка.
С 25 по 29 декабря японские защитники отбили все попытки американцев продвинуться вперёд и захватить позиции Гифу. Пока американский 3-й батальон с артиллерийской поддержкой проводил фронтальные атаки на позиции японских защитников, американский 1-й батальон предпринимал попытку обойти Гифу с восточного фланга. Тем не менее, так как японская оборона была хорошо продумана, фланговый обход не удался. На 29 декабря американские потери составили 53 убитыми, 129 ранеными и 131 больными, однако боевой дух оставался высоким. В сражении на стороне США принимали участие фиджийские коммандос, которыми командовали офицеры и сержанты Новозеландского экспедиционного корпуса.

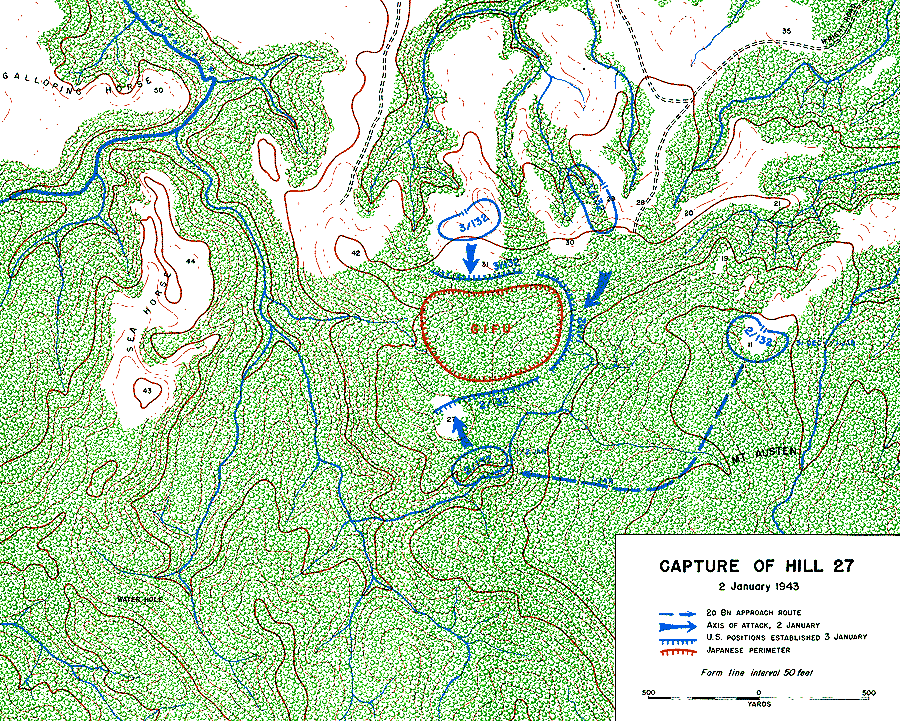
Действия войск США в районе Гифу 2 января

2 января Нельсон привёл свой 2-й батальон, которым командовал подполковник Джордж Ф. Ферри, который присоединился к наступавшим и отправил его вокруг Гифу к высоте 27. Батальон прибыл к нижним склонам холма в 16:00, не встретив серьёзного сопротивления со стороны японцев. В тот же день Нельсон, который, очевидно, был уставшим и/или больным, был замещён командиром 132-го полка подполковником Александером М. Джорджем. Некоторые источники подтверждают, что он был физически и психологически истощён и/или страдал от малярии и сам попросил или приказал принять командование.
На следующий день части 2-го батальона 132-го полка внезапно для японцев захватили вершину высоты 27, уничтожили японский расчёт 75-мм орудия и успешно отразили с помощью плотного артиллерийского огня шесть контратак японских войск на их позиции. Однако солдаты на высоте 27 испытывали недостаток боеприпасов, на каждые десять японских выстрелов американцы могли ответить только одним, а аптечки быстро опустели. Укреплять позиции солдатам 2-го батальона было очень сложно из-за твёрдого кораллового основания холма, в связи с чем рытьё укрытий было затруднено. Остальная часть 2-го батальона с боеприпасами, продовольствием и медикаментами поднялась на высоту 27 и вступила в бой, и вскоре утвердило превосходство над атакующими японцами. В то же самое время под влиянием нового командующего подполковника Джорджа 1-й и 3-й батальоны наступали и пробили короткий путь к Гифу, убив 25 японцев во время продвижения, затем закрыли бреши между своими подразделениями и объединили свои позиции, убив множество японских солдат. Один офицер 2-го батальона, который взял свою личную снайперскую винтовку в бой, мог наблюдать за окончательным развалом японских подразделений, атакующих высоту 27 с финальным шквалом самоубийственных фронтальных атак. Японские солдаты на Гифу, которым, очевидно, не было замен или пополнений во время боя, съели свои последние рационы ещё 1 января.
С момента начала наступления на гору Остин 132-й полк потерял 115 убитыми и 272 ранеными. Относительно больших боевых потерь, многие из них были связаны с инфицированием ран в условиях тропиков и невозможностью оказать помощь раненым на ранних стадиях операции. Даже после подхода 2-го батальона раненые продолжали умирать, не в состоянии выдержать трудную и скользкую переноску по импровизированным тропам в джунглях на носилках, которые несло два человека. Эти потери, а также тропические болезни, жара, усталость от боевых действий, временно сделали 1-й и 3-й батальоны 132-го полка неспособными вести дальнейшее наступление. Поэтому 4 января 1-й и 3-й батальоны получили приказ окопаться и удерживать позиции вокруг Гифу с северной, восточной и южной сторон.
Изучая первое наступление на гору Остин бывший офицер морской пехоты и историк Сэмюэль Гриффит заключил: «Так как полностью неудавшаяся операция у горы Остин затянулась на январь, стало очевидно, что обоим, генерал-майору Патчу и его помощнику командиру дивизии [бригадному генералу Эдмунду Себри], нужно многому разучиться, возможно, больше, чем научиться». Тем не менее, в то время как решение Патча атаковать гору Остин критиковалось, один из участников событий отметил трудности, с которыми столкнулся 132-й полк и его командиры, включая сложную местность, ограничения на тяжёлое вооружение (лёгкие миномёты и пулемёты с ограниченным запасом боеприпасов, отсутствие огнемётов), а также полностью интегрированная, подготовленная и имеющая хорошие укрытия японская защита, которые выдерживали попадания 75-мм и в некоторых случаях 105-мм снарядов.
Несмотря на потери 132-го полка, боевой дух оставался высоким в этом только что ослабленном полку, который играл важную роль в будущих боевых операциях на Гуадалканале. 2-й батальон, потери которого составили только 27 погибших, немедленно получил назначение на будущие боевые операции.
Потери среди защитников Гифу были неизвестны, но были оценены одним офицером 2-го батальона на 9 января 1943 года в 500 убитых и раненых; большая часть последних должна была умереть от ранений, которые были усугублены болезнями и голодом. Найденный дневник японского офицера свидетельствует о том, что японцы понесли тяжёлые потери. Японские пленные, захваченные позднее, называли бои за высоты 27 и 31 битвой за Кровавую гору.

## Бои за Скачущую Лошадь и Морского Конька, второе сражение на гору Остин
2 января, с прибытием 25-й дивизии армии США и оставшимися частями 2-й дивизии морской пехоты США, все американские подразделения на Гуадалканале и Тулаги были объединены в XIV корпус под командованием Патча. Себри остался командующим дивизии Америкал. 5 января Патч предложил свой план начала операции по очистке Гуадалканала от японских войск. 2-я дивизия морской пехоты должна была ударить на запад от реки Матаникау вдоль побережья, в то время как 25-я дивизия должна была закончить зачистку горы Остин и обезвредить вершины и хребты, расположенные вокруг рукавов Матаникау. Дивизия Америкал и 147-й полк должны были охранять периметр Лунга.

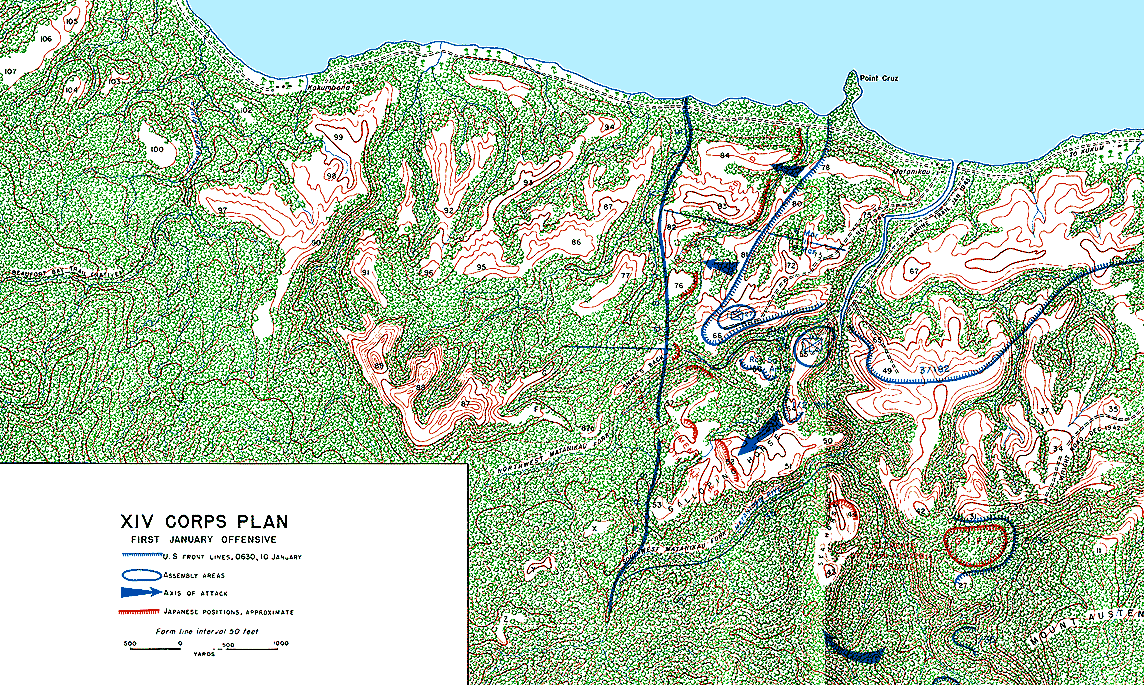
Карта района реки Матаникау, обозначены японские (красным) и американские (синим) позиции и план американского наступления вдоль побережья и через холмы в глубине острова.

Глубокие речные ущелья Матаникау выше рукавов естественным образом разделяли оперативное пространство 25-й дивизии на три района, с одной высотой, доминирующей над каждым районом. К востоку от Матаникау находилась гора Остин. В клине между юго-восточным и юго-западным рукавами Матаникау располагались высоты 44 и 43, которые вместе формировали специфическую местность, которую американцы назвали «Морской Конёк», по виду на неё сверху. Между юго-западным и северо-западным рукавами Матаникау находился наиболее крупный массивный холм, который получил название тоже из-за внешнего вида «Скачущая Лошадь».
Генерал-майор Дж. Лоутон Коллинз, командующий 25-й дивизией, назначил свой 35-й пехотный полк на зачистку Гифу, захват оставшейся части горы Остин и захвата Морского Конька. Он приказал 27-му пехотному полку захватить Скачущую Лошадь с северной стороны. 35-й и 27-й полки затем должны были соединиться на высоте 53 («Голова» Скачущей Лошади) и закончить зачистку близлежащих холмов и хребтов. Коллинз оставил свой 161-й пехотный полк в резерве. Боеприпасы и продовольствие для наступающих должны были быть доставлены по тропам джипами настолько, насколько это было возможно, а затем остаток пути грузы переносили местные жители.
Японцы наблюдали прибытие американских подкреплений на остров и ожидали начала наступления. Хякутакэ приказал подразделениям на вершинах холмов в районе Матаникау и на Гифу удерживать свои позиции. Японцы надеялись, что раз американцы окружили и смешались с японскими оборонительными сооружениями, то это помешает им применять артиллерийские обстрелы и авианалёты. Японцы планировали ночью просочиться в американский арьергард и перекрыть линии снабжения противника с тем, чтобы предотвратить получение наступающими американскими войсками необходимые боеприпасы и продовольствие, необходимые для продолжения наступления. Японцы надеялись задержать американцев как можно дольше, пока не придёт помощь из Рабаула или с другого места.

### Скачущая Лошадь

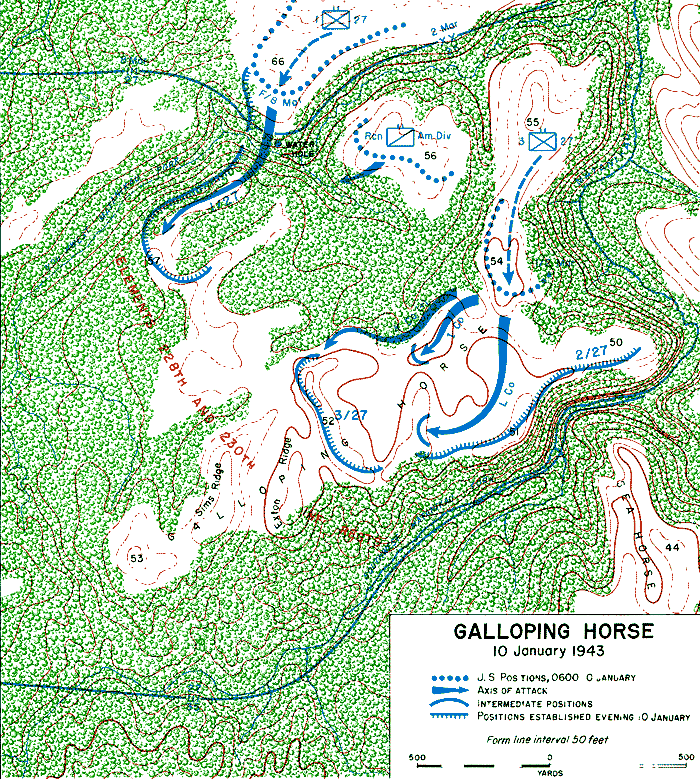
Карта первых американских атак на Скачущую Лошадь, 10 января

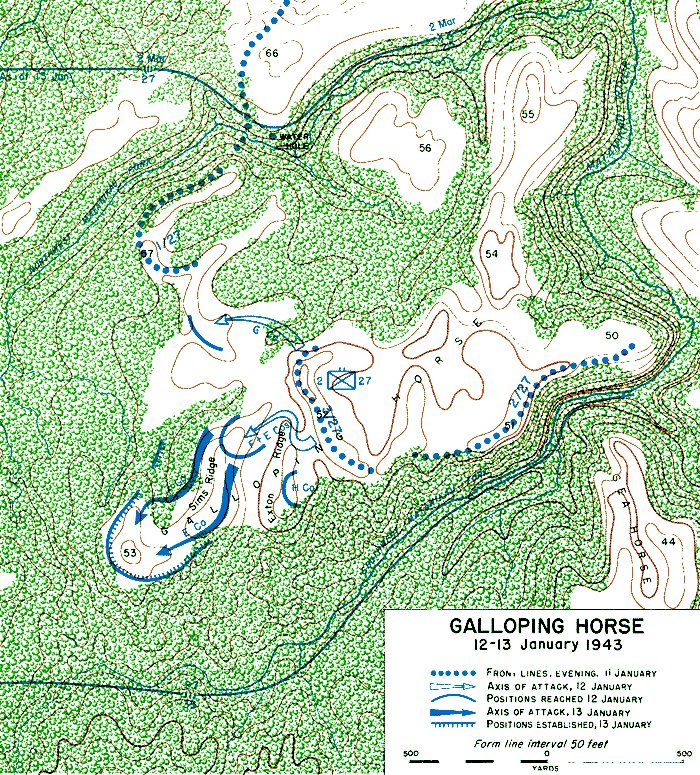
Карта наступления на Скачущую Лошадь, 12—13 января

Если смотреть на карту с северной стороны, Скачущая Лошадь будет видна вверх ногами, высоты 54 и 55 образуют задние ноги лошади, высота 57 — передние. С востока на запад высоты 50, 51 и 52 формируют тело лошади с 900-футовой (270 м) высотой 53 в качестве головы. Полковник Уильям А. Маккуллох, командующий 27-м полком, приказал своему 1-му батальону атаковать высоту 57, 3-му батальону на захват высот 51 и 52 с высоты 54, которая уже была в руках американских войск. Защищали Скачущую Лошадь и ближайшие рукава Матаникау 600 японских солдат из 3-го батальона 228-го пехотного полка под командованием майора Харуки (или Харудзи) Нисиямы.
Американское наступление началось в 05:50 10 января с бомбардировки шестью батальонами артиллерии и 24 самолётами ВВС Кактуса на японские позиции в долину между высотой 57 и плацдармом первого 1-го батальона. Атака началась в 07:30, 1-й батальон успешно захватил высоту 57 в 11:40, встретив слабое сопротивление.
С высоты 54 путь для атаки 3-го батальона был открыт и направление было выбрано на высоты 52 и 53. В 06:35 батальон начал наступление и захватил высоту 51, не встретив сопротивления. Продолжив атаку, батальон был остановлен плотным огнём японских пулемётов в 200 ярдах (180 м) от пика высоты 52. После авианалёта шестью самолётами ВВС Кактуса на высоту 52 и артиллерийского обстрела 3-й батальон возобновил своё наступление и захватил высоту в 16:25, уничтожив шесть пулемётных точек и убив около 30 японцев на холме.
11 января в 09:00 3-й батальон начал наступление на высоту 53. Японцы быстро остановили продвижение американцев пулемётным и миномётным огнём. Американцы, которые не получали достаточного количества воды, начали нести потери от тепловых ударов. В одном взводе только 10 человек осталось в сознании во второй половине дня.
На следующий день 2-й батальон 27-го полка продолжил атаку на высоту 53. Американцы, наступающие на высоту 53, были остановлены недалеко от вершины. Ночью японские диверсанты перерезали телефонный провод между 2-м батальоном и штабом полка, уничтожив коммуникации подразделения. 13 января американцы возобновили наступление, но были снова остановлены плотным японским пулемётным и миномётным огнём.
Холмик на южной стороне хребта («шея лошади») перед высотой 53 был опорной точкой японской обороны. На этом холмике находилось несколько пулемётных и миномётных точек, которые эффективно сдерживали американские атаки через хребет. Офицер 2-го батальона капитан Чарльз Дэвис вызвался вместе с четырьмя другими солдатами атаковать позиции на холмике. По-пластунски Дэвис и его отряд подползли на 10 ярдов (9,1 м) к вражеским позициям. Японские защитники бросили две гранаты по ним, но гранаты не взорвались. Дэйвис и его солдаты бросили восемь гранат по японцам, которые разрушили несколько их позиций. Затем Дэвис встал, и пока он стрелял из винтовки, а затем из пистолета с одной руки, его солдаты пошли вперёд продвинувшись дальше по холмику. Затем Дэвис и его солдаты убивали или вели стрельбу по остальным японцам на холмике. Силуэт Дэвиса на фоне неба во время боя был хорошо виден американским солдатам на и внизу хребта. Вдохновлённые его действиями, кроме того, напившись воды от внезапно начавшегося сильного дождя, американские солдаты «вернулись к жизни» и стремительно атаковали и захватили высоту 53 к полудню. Американцы насчитали 170 тел убитых японских солдат на и вокруг Скачущей Лошади. Американские потери составили менее сотни убитых.
С 15 по 22 января 161-й пехотный полк преследовал остатки батальона Нисиямы в ближайшем узком ущелье юго-западного рукава Матаникау. В общей сложности четыре сотни японцев погибло, обороняя Скачущую Лошадь и прилегающую территорию. Две сотни уцелевших японских солдат, включая Нисияму, ушли к своим 19 января.

### Морской Конёк
В последнюю неделю декабря 1942 года полковник Роберт Б. МакКлуре, командующий 35-м пехотным полком, получил приказ захватить Морской Конёк и закончить наступление на Гифу на горе Остин. Для этой операции к 35-му пехотному полку были присоединены 3-й батальон 182-го пехотного полка под командованием подполковника Роя Ф. Гоггина и подразделение кавалерийской разведки 25-й дивизии.
Полковник МакКлуре, командующий 35-м пехотным полком, направил 2-й батальон 35-го полка и разведчиков 25-й дивизии на помощь 132-му пехотному полку в Гифу с приказами оказывать давление на эту укреплённую точку и прикрывать 3-й батальон 182-го полка Гоггина справа. 3-й батальон 35-го полка под командованием подполковника Уильяма Дж. Муллена мл. должен был продвинуться к юго-западу от высоты 27 (к югу от Гифу на горе Остин) и затем ударить на север и захватить высоты 43 и 44. 1-й батальон подполковника Джейса Б. Лира был оставлен в резерве, через полдня он должен был последовать за батальоном Муллена. 3-й батальон 182-го пехотного полка получил назначение защищать позиции артиллерии 25-й дивизии на открытой площадке к северу от горы Остин и востоку от Матаникау, и он выдвинулся к югу от высоты 65, чтобы блокировать узкое речное ущелье и ущелье между высотами 31 и 42, от японских диверсантов. Поддерживая связь с 27-м и 35-м полками, батальон Гоггина должен был атаковать хребет Морской Конёк, согласовав действия с этими двумя полками. 30 декабря 3-й батальон 182-го пехотного полка Гоггина провёл бой с японскими войсками на вершине хребта Морской Конёк.
Затем полковник МакКлуре назначил свой 2-й батальон наступать на позиции Гифу и отослал свои 1-й и 3-й батальоны в длинный переход через джунгли атаковать Морской Конёк с юга. Защищали Морской Конёк и близлежащие долины 1-й и 3-й батальоны 124-го пехотного полка, командный пункт Оки находился поблизости. Морской Конёк состоял из двух холмов, высоты 43 с южной стороны и высоты 44 с северной.

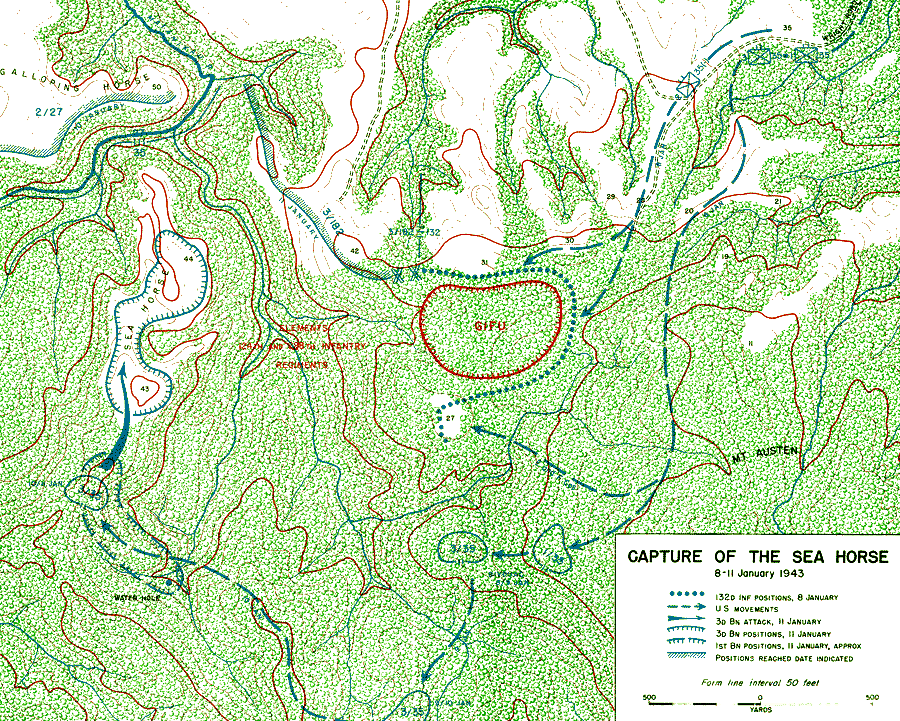
Переход американских войск и атака на Морской Конёк (слева)

После длительного перехода длиной 7000 ярдов (6400 м) через джунгли в обход горы Остин в 06:35 10 января 3-й батальон МакКлуре начал свою атаку на высоту 43. Так как американцы подошли к высоте 43 с юга, группа японских солдат у командного поста Оки увидела американских солдат, перешла ручей и немедленно атаковала, угрожая флангу американской колонны. Два американских солдата, Уильям Дж. Форнье и Льюис Холл, успешно отразили японскую атаку пулемётным огнём, но оба погибли. Передвигаясь вперёд, встретив небольшое сопротивление, 3-й батальон окопался на ночь в 700 ярдах (640 м) от вершины высоты 43.
На следующий день 1-й батальон 35-го полка присоединился к наступлению и два подразделения, при артиллерийской поддержке, прошли через несколько японских пулемётных точек и захватили высоту 43 в первой половине дня. Продолжая движение к высоте 44, встречая слабое сопротивление, американцы захватили остальную часть Морского Конька к наступлению темноты, отрезав японские войска на Гифу. Местные жители, которые переносили тюки со снабжением двум американским батальонам во время наступления, испытывали большие трудности, доставляя необходимые боеприпасы и продовольствие по длинной тропе между Морским Коньком и периметром Лунга. Поэтому были использованы бомбардировщики B-17 для сброса снабжения американским войскам у Морского Конька.
12 января два американских батальона 35-го полка продолжили своё наступление на запад к Скачущей Лошади, но были остановлены японским опорным пунктом на узком хребте в 600 ярдах (550 м) к западу от их точки назначения. После попыток обойти позицию с фланга в течение двух дней, американцы смогли уничтожить опорный пункт миномётным и артиллерийским огнём, убив 13 японских солдат, и продвинулись к хребту, с которого открылся обзор на юго-западный рукав Матаникау в 15:00 15 января. В этот же день японские солдаты, уцелевшие в бою у Скачущей Лошади, включая Оку и большую часть штаба 124-го полка и 1-й батальон, смогли проскользнуть позади американских солдат и добраться до японских позиций на западе острова. Американцы насчитали 558 тел японских солдат вокруг Морского Конька, по большей части из 3-го батальона 124-го полка и захватили 17 в плен.

### Второе сражение за гору Остин
9 января 2-й батальон МакКлуре под командованием подполковника Эрнеста Петерса сменил три батальона 132-го полка и приготовился к штурму Гифу. Следующие четыре дня американцы пытались пытались разведать японские позиции патрулями. В то же самое время защитники Гифу предпринимали попытки изнурять американских солдат ночными диверсионными операциями. 13 января 2-й батальон потерял 57 человек убитыми или ранеными. Боевые потери и малярия сократили силу батальона до 75 % на следующий день. В помощь батальону была передана рота противотанковых орудий 35-го полка, солдаты которой присоединились к батальону в качестве пехотинцев.

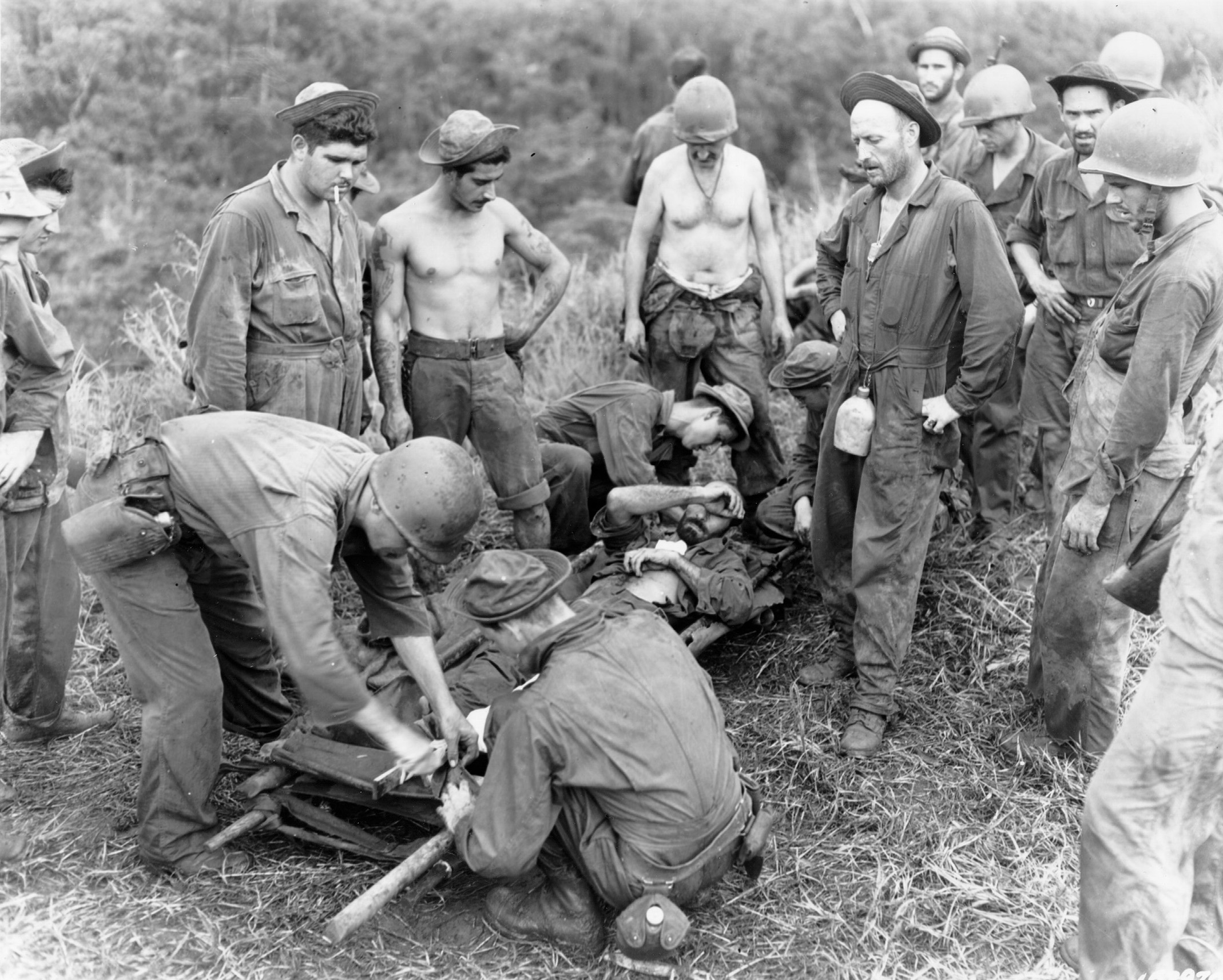
Раненый американский солдат из 35-го пехотного полка готовится к эвакуации с поля боя 15 января

После захвата Морского Конька американцами японцы в Гифу оказались изолированными от остальной части 17-й армии. В последнем телефонном сообщении до того, как линия была перерезана, Инагаки отказался выполнять приказ Оки оставить позиции и попытаться вернуться к позициям японцев в западной части острова, вместо этого объявил, что его солдаты будут «бороться до последнего». Инагаки, очевидно, отказался выполнить приказ из-за того, что это означало бы бросить больных и раненых солдат.
Американское наступление на Гифу силами 2-го батальона 15 января было полностью отражено японцами. В ответ МакКлуре отстранил Петерса от командования 16 января и назначил вместо него майора Стэнли Р. Ларсена. Ларсен решил полностью окружить Гифу и попытаться нанести урон массированным артиллерийским обстрелом 17 января.
В то же самое время американцы с помощью громкоговорителя обратились к защитникам Гифу на японском с требованием сдачи в плен. Только пять японских солдат ответили. Один из пяти ответил, что его рота действительно собирается вести переговоры о сдаче, но решил не подчиняться, так как были слишком слабы, чтобы нести их раненых товарищей от их до американских позиций. Вместо этого они предпочли погибнуть вместе как одно подразделение. Один японский офицер, защищавший Гифу, писал в своём дневнике: «Я слышал, что враги говорят по-японски в громкоговоритель. Они, возможно, говорят нам уходить — что за дураки наши враги. Японская армия будет стоять до конца. Позиции должны защищаться при условии, что мы живы».
В 14:30 17 января двенадцать 155-мм и тридцать семь 105-мм орудий открыли огонь по Гифу. В последующие полтора часа американская артиллерия выпустила 1700 снарядов по площади около 1000 кв. ярдов (910 м²). В связи с поздним временем американцы не смогли пойти в немедленную атаку после артиллерийского огня, но вместо этого остались ждать следующего дня, что дало японцам время прийти в себя. 18 января американцы атаковали с наименее защищённой западной стороны Гифу, немного продвинувшись вперёд и уничтожив несколько японских огневых точек в течение следующих двух дней, когда плотный дождь остановил атаку 20 января. Этой ночью 11 японцев были убиты при попытке сбежать из Гифу.

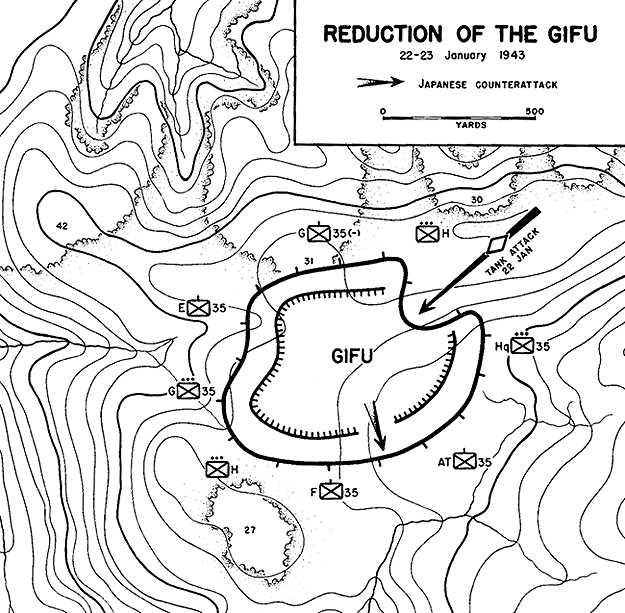
Танки вскрывают оборону Гифу для американских войск

22 января американцы смогли доставить на передовую лёгкий танк по тропе снабжения к горе Остин. Появление танка стало решающим фактором в сражении. В 10:20 танк, прикрывавший 16-18 солдат, уничтожил три японские огневые точки и вошёл в карман Гифу. Продолжая идти вперёд, танк полностью пересёк Гифу и уничтожил ещё пять огневых точек, пробив брешь в 200 ярдов (183 м) в японских позициях. Американская пехота прошла через брешь и заняла позиции в центре Гифу.
Этой же ночью в 02:30, очевидно сознавая, что сражение проиграно, Инагаки поднял свой штаб и большую часть уцелевших солдат, около 100 человек, в последнюю атаку на американские позиции. В этой атаке Инагаки и его солдаты были убиты почти все. На рассвете 23 января американцы заняли оставшуюся часть Гифу. 64 человека из американского 2-го батальона 35-го пехотного полка были убиты во время наступления на Гифу с 9 по 23 января, доведя общее число убитых американцев у горы Остин до 175. Американцы насчитали 431 мёртвое японское тело в укреплениях Гифу и 87 вокруг горы Остин. Общие японские потери у Морского Конька и обоих сражениях у горы Остин оцениваются от 1100 до 1500 человек.

## Продвижение по побережью
В то же самое время, когда американская армия наступала на высотах в районе верхнего течения Матаникау, 2-я дивизия морской пехоты США под командованием бригадного генерала Альфонса ДеКарре наступала вдоль северного берега Гуадалканала. Морскую пехоту США встретили на холмах и в ущельях к югу от мыса Крус остатки японской 2-й пехотной дивизии под командованием генерал-лейтенанта Масао Маруямы и 1-й батальон 228-го пехотного полка из 38-й пехотной дивизии под командованием майора Кикуо Хаякавы.

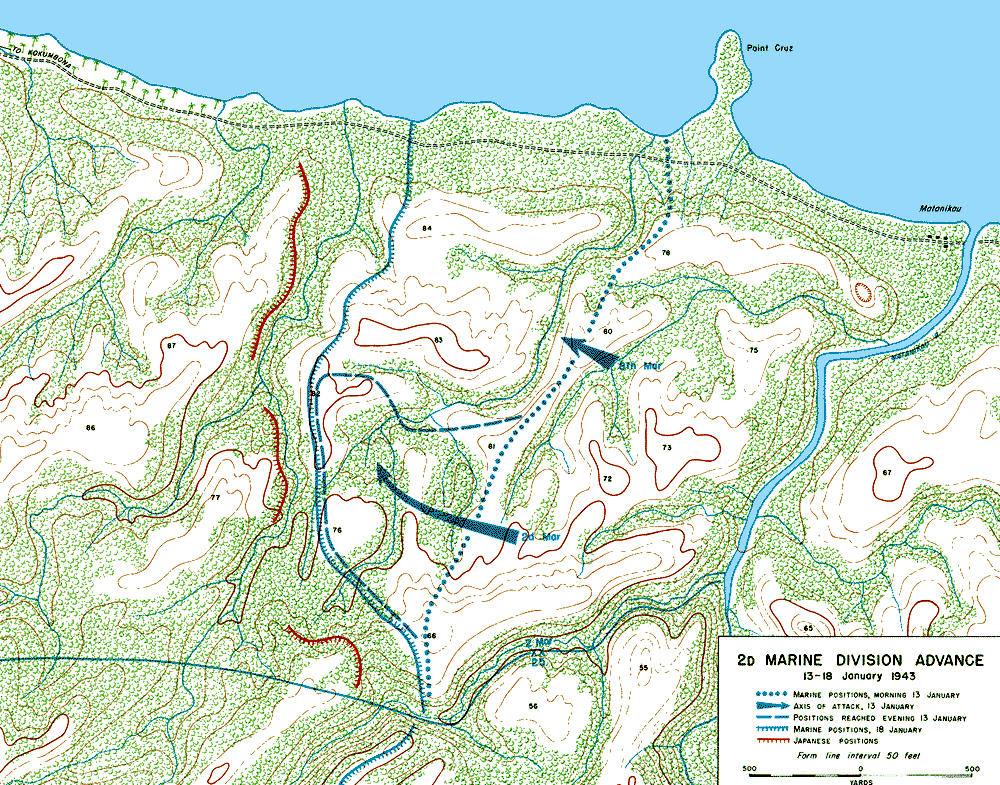
Наступление морской пехоты США вдоль берега

13 января 2-й и 8-й полки морской пехоты начали своё наступление с продвижения вперёд 8-го полка морской пехоты вдоль берега, и 2-го полка морской пехоты параллельно 8-му дальше от побережья. Японцы были отброшены в одних местах, но удерживали позиции в других, у некоторых японских позиций на холмах и в ущельях у берега были тяжёлые бои. 14 января 2-й полк морской пехоты был сменён 6-м полком морской пехоты.
Морские пехотинцы возобновили наступление 15 января. Японцы задержали продвижение 8-го полка морской пехоты по побережью. В глубине острова, напротив, 6-й полк морской пехоты смог успешно продвинуться 1500 ярдов (1400 м) и создать угрозу флангу японских сил, находящихся перед 8-м полком морской пехоты. В 17:00 Маруяма приказал своим солдатам отступить на следующий рубеж обороны в 1300 ярдов (1189 м) к западу.
Рано утром 16 января, когда многие солдаты Маруямы в соответствии с приказом отступить, 6-й полк морской пехоты повернул и заставил двигаться к побережью, загнав большую часть 4-го и 16-го полков Маруямы между собой и 8-м полком морской пехоты. В 14:00 17 января морские пехотинцы уничтожили окружённые японские войска, убив 643 и взяв в плен двоих.

## Последующие события
15 января представитель японской армии из Рабаула прибыл на Гуадалканал на Токийском Экспрессе и объявил Хякутакэ о решении вывести японские войска с острова. Неохотно приняв приказ, штаб 17-й армии сообщил план эвакуации Кэ своим подчинённым 18 января. План предписывал 38-й дивизии отходить к мысу Эсперанс на западной оконечности Гуадалканала начиная с 20 января. Полки 38-й дивизии должны были прикрывать 2-я дивизия и другие подразделения, которые должны были последовать вслед за 38-й дивизией на запад. Всех солдат, которые не могли двигаться, поощряли к самоубийству «поддержать честь Императорской армии». С мыса Эсперанс японский флот планировал эвакуировать армейские подразделения в последние несколько дней января и первую неделю февраля, дата окончания эвакуации была назначена на 10 февраля.

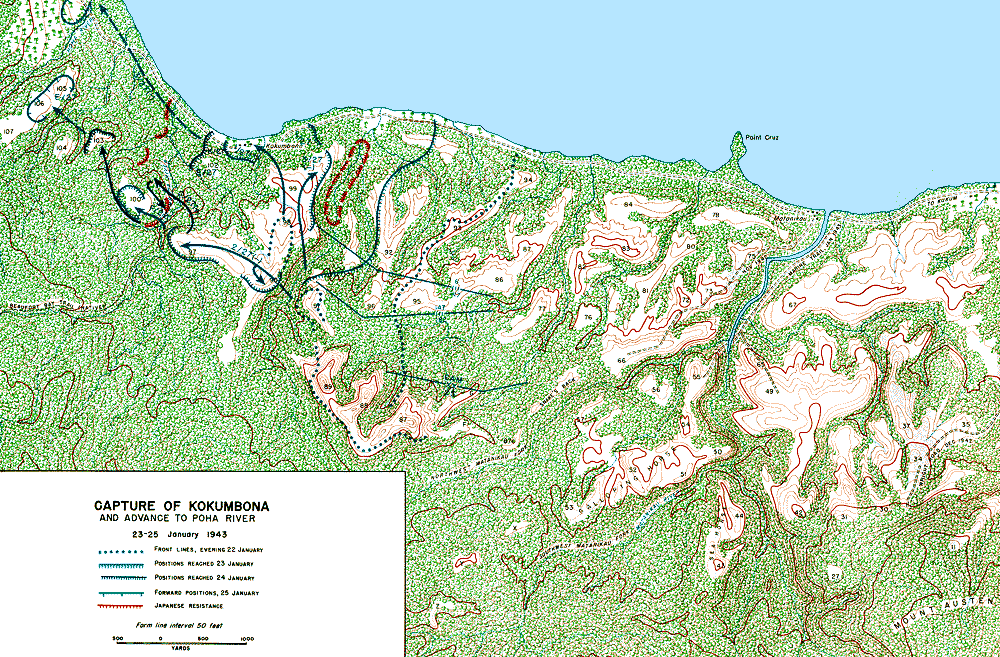
Американское наступление на запад, 23—25 января

Американцы и Союзники ошибочно оценили японские приготовления к операции Кэ за ещё одну попытку доставить подкрепления. В связи с этим Патч приказал своим войскам начать новое наступление на японские позиции у Матаникау. 21 января 27-й и 161-й полки направились на запад от района Скачущей Лошади. Американцы, не знающие, что 38-я дивизия отступает, готовясь к эвакуации с острова, были удивлены неожиданно слабым сопротивлением. Продвигаясь гораздо быстрее через холмы и хребты, чем это предполагали японцы, 22 января американцы захватили деревню Кокумбона на берегу, где находился штаб 17-й армии, и полностью отрезали остатки 2-й дивизии от главных сил.
Быстро отреагировав на создавшееся положение, японцы в спешке эвакуировали Кокумбону и приказали 2-й дивизии немедленно отступить на запад. Американцы захватили Кокумбону 23 января. Несмотря на то, что некоторые японские подразделения попали в окружение американскими войсками и были уничтожены, большая часть уцелевших солдат 2-й дивизии смогли уйти.
Спустя неделю японский арьергард, на руку которому играла труднопроходимая местность, успешно остановил американское продвижение западнее Кокумбоны. Патч, который всё ещё был уверен, что подходят японские подкрепления, оставил большую часть войск оборонять Хендерсон-Филд, отправив вперёд только один полк за время наступления. В связи с этим большая часть уцелевших японских солдат смогла достигнуть мыса Эсперанс до конца января. 1, 4 и 7 февраля японские военные корабли успешно эвакуировали 10 652 солдат с острова. 9 февраля американцы обнаружили, что японцы ушли и объявили о полном контроле над островом.
Оглядываясь назад, историки высказывают претензии к американцам, в первую очередь Патчу и Хэлси, которые не воспользовались своим преимуществом на земле, в воздухе и на море для предотвращения успешной эвакуации большей части оставшихся боеспособных войск с Гуадалканала. Усилия Патса и Хармона по взятию горы Остин стали рассматриваться как один из факторов, повлиявших на задержку главной атаки американских войск на запад, что дало 17-й армии возможность уйти. Меррилл Твайнинг говорил о сопротивлении японских войска на и в районе горы Остин: «Теоретически эти японцы представляли угрозу для наших главных сил, наступавших на запад вдоль побережья, но в практическом смысле эти изолированные группы состояли из больных и голодных солдат, неспособных сделать что-либо, кроме как умереть на месте. При данных обстоятельствах и учитывая последующие события очевидно, что гора Остин была всего лишь частью театральных декораций и никакого существенного значения в противостоянии не имела».
Тем не менее, кампания по освобождению Гуадалканала от японских войск стало важной стратегической победой для американцев и Союзников. Укрепив успех на Гуадалканале, Союзники продолжили кампанию против Японии, в конечном счёте одержав победу во Второй мировой войне.

## Отражение в искусстве
Джеймс Джонс написал роман «Тонкая красная линия» (дважды экранизированный впоследствии), основываясь на собственном опыте, полученном в этом сражении.

### Интернет-публикации
- Hough, Frank O.; Ludwig, Verle E., and Shaw, Henry I., Jr.: . Pearl Harbor to Guadalcanal. History of U.S. Marine Corps Operations in World War II. Дата обращения: 16 мая 2006. Архивировано 20 августа 2011 года.
- Miller, John Jr. Guadalcanal:  The First Offensive (неопр.). — United States Army Center of Military History[англ.], 1995. — (United States Army in World War II).
- Shaw, Henry I. First Offensive:  The Marine Campaign For Guadalcanal. Marines in World War II Commemorative Series (1992). Дата обращения: 25 июля 2006. Архивировано 19 февраля 2012 года.
- Zimmerman, John L. The Guadalcanal Campaign. Marines in World War II Historical Monograph (1949). Дата обращения: 4 июля 2006. Архивировано 19 февраля 2012 года.